# Огурцов, Дмитрий Уварович
Дми́трий Ува́рович Огурцо́в (1922—1943) — подпольщик и участник Великой Отечественной войны, участник антифашистской организации «Молодая Гвардия».

## Биография
Дмитрий Огурцов родился 15 ноября 1922 года в селе Юрасов Хутор (ныне — Севского района Брянской области).
Мать — Ефимия Фёдоровна. К началу войны окончил 9 классов. В комсомол вступил в 1939 году.
В ноябре 1941 года Дмитрия призвали в армию. Он проходил службу сначала в Анапском учебном отряде, а затем в 144-м отдельном батальоне морской пехоты. Был направлен в школу военно-морских радистов, после окончания которой он принимал участие в обороне города Темрюк. Там попал в окружение и был пленён. Вместе с другими пленными был направлен в Новороссийск, откуда совершил побег.
28 января 1943 года Дмитрий был арестован. До 31 января находился в краснодонской тюрьме, а затем в ровеньковской окружной жандармерии. Однажды, когда арестованных выгнали на работу расчищать снег, Огурцов совершил побег, но неудачно. После жестоких пыток 9 февраля 1943 года он был расстрелян оккупантами в Гремучем лесу под Ровеньками. Похоронен в братской могиле жертв фашизма в центре города Ровеньки в сквере имени «Молодой гвардии».

## Награды
Посмертно награждён медалью «Партизану Отечественной войны» 1-й степени.